# Ruth Buzzi
Ruth Ann Buzzi (født 24. juli 1936, død 1. maj 2025) var en amerikansk filmskuespiller.